# Saint-Apollinaire-de-Rias
Saint-Apollinaire-de-Rias är en kommun i departementet Ardèche i regionen Auvergne-Rhône-Alpes i sydöstra Frankrike. Kommunen ligger  i kantonen Vernoux-en-Vivarais som ligger i arrondissementet Tournon-sur-Rhône. År 2022 hade Saint-Apollinaire-de-Rias 199 invånare.

## Befolkningsutveckling
Antalet invånare i kommunen Saint-Apollinaire-de-Rias
Referens: INSEE